# Władysław Kondratowicz
Władysław Kondratowicz, lit. Vladislav Kondratovič (ur. 25 lutego 1972 w Niemieży) – litewski urzędnik narodowości polskiej, wiceminister komunikacji (2013–2014, 2019–2020), dyrektor administracji rejonu wileńskiego (2023–2024), minister spraw wewnętrznych (od 2024).

## Życiorys
Ukończył szkołę średnią w Niemieży. W latach 1997–2002 studiował zarządzanie i administrację na wydziale zarządzania Wileńskiego Uniwersytetu Technicznego im. Giedymina.
Od lat 90. pracował na różnych stanowiskach w przedsiębiorstwach prywatnych, m.in. jako prezes spółek: „Virtuvės pasaulis” (1998–1999) i „Vokė-3” (1999–2001). Od 2001 do 2006 był dyrektorem logistyki i menedżerem w przedsiębiorstwie „East Trading Company”, a następnie kierownikiem handlowym w firmie „Buteka” i menedżerem projektu w spółce „Elektromarkt”. W 2006 został prezesem towarzystwa sportowo-turystycznego „Optimalietis”.
Od 2007 do 2013 był zatrudniony w administracji rejonu wileńskiego, gdzie pełnił funkcje: naczelnika wydziału inwestycji (do 2011) i zastępcy dyrektora administracji. Równolegle w latach 2009–2011 był koordynatorem projektów lokalnych w rejonie wileńskim.
W 2007 wstąpił do Akcji Wyborczej Polaków na Litwie. W wyborach do Sejmu w 2008 bezskutecznie ubiegał się o mandat poselski z listy AWPL. W wyborach samorządowych w 2011 został wybrany z listy AWPL do rady rejonu wileńskiego, lecz zrzekł się mandatu.
Od 2013 do 2014 pełnił funkcję wiceministra komunikacji. W 2015 pracował jako asystent poselski, w tym samym roku został wybrany do rady rejonu wileńskiego. Objął następnie funkcję zastępcy dyrektora departamentu w resorcie komunikacji. W 2016 i 2020 ponownie kandydował na posła. W międzyczasie w 2019 ponownie objął funkcję wiceministra komunikacji, kończąc urzędowanie w 2020. Później był kierownikiem grupy polityki dróg i transportu lotniczego w tym samym resorcie.
W maju 2023 nowo wybrany mer Robert Duchniewicz powierzył mu funkcję dyrektora administracji rejonu wileńskiego. W listopadzie 2024 został ogłoszony kandydatem na urząd ministra spraw wewnętrznych w formowanym rządzie Gintautasa Paluckasa (z puli Litewskiej Partii Socjaldemokratycznej). Stanowisko to objął 12 grudnia tego samego roku.